# 泰勒斯维尔 (肯塔基州)
泰勒斯维尔（英語：Taylorsville），是美国肯塔基州的一座城市。建立于1790年，面积约为0.8平方公里（0.3平方英里）。根据2010年美国人口普查，该市的人口为763人。